# Theo Persson
Theo „Schotte“ Persson (* 5. Juli 1921 in Quakenbrück; † 1992) war ein deutscher Fußballspieler.

## Werdegang
Der Stürmer Theo Persson spielte von 1947 bis 1953 für den VfL Osnabrück in der seinerzeit erstklassigen Oberliga Nord. In 42 Oberligaspielen erzielte er neun Tore. Zwischenzeitlich war er auch für den 1. FC Nürnberg aktiv. Ab 1953 war er als Spielertrainer für TuRa Grönenberg Melle aktiv. Es folgten Trainerstationen bei Viktoria Georgsmarienhütte, TuS Borgloh, den Amateuren des VfL Osnabrück und dem TuS Haste 01.